# Epirixanthes kinabaluensis
Epirixanthes kinabaluensis är en jungfrulinsväxtart som beskrevs av T. Wendt. Epirixanthes kinabaluensis ingår i släktet Epirixanthes och familjen jungfrulinsväxter. Inga underarter finns listade i Catalogue of Life.